# Aquaria (drag queen)
Giovanni Palandrani (West Chester, Estados Unidos; 12 de febrero de 1996) más conocido como Aquaria, es una drag queen y personalidad de televisión estadounidense, conocida por ganar la décima temporada de RuPaul's Drag Race en 2018.

## Biografía
Palandrani nació en West Chester, Pensilvania y es de ascendencia italiana. Se formó como bailarín durante cuatro años, él experimentó el drag desde escuela secundaria. Asistió al Fashion Institute of Technology durante dos semestres antes de abandonarlo y estudiar diseño de ropa femenina.

## Carrera artística
Aquaria es la sucesora de la ganadora de la novena temporada del Rupaul's Drag Race.'Drag queen, Sasha Velour.  Comenzó como drag queen en 2014. Tal como RuPaul, Aquaria recibió apoyo de Susanne Bartsch.  Aquaria apareció en una edición de la revista Vogue Italia en enero de 2016 con Bartsch y otras alumnas de Drag Race.
A principios de 2018, se anunció que Aquaria había sido elegido en su primera audición para el programa como uno de los catorce participantes para la décima temporada de Rupaul's Drag Race. Ganó tres desafíos principales, nunca clasificó entre los dos últimos siendo la quinta ganadora en la historia del programa en hacerlo y la novena participante en general, y fue la primera drag en la historia del programa en ganar tanto el reto del ball como el Snatch Game en la misma temporada. Aquaria se anunció como ganadora de la temporada el 28 de junio de 2018, superando a Eureka O'Hara y Kameron Michaels en los últimos tres.
Aquaria fue nominada con Miz Cracker para el premio "Concursante de la competencia de 2018" de los premios People's Choice Awards de 2018.
En octubre de 2018, Aquaria apareció en solitario en una edición de Vogue Italia, fotografiado por Michael Bailey-Gates.  Fue modelo para la colección de noviembre de 2018 de Moschino y H&M con Bria Vinaite y Jeremy Scott. Recibió un contrato de IMG Models y fue anunciado como el editor de entretenimiento de la revista Dazed.
Como parte del desafío final de la décima temporada, Aquaria y los otros cuatro principales participantes escribieron y grabaron sus propios versos para la canción "American" de RuPaul. La canción alcanzó el número 12 en la lista de Billboard Dance/Electronic Songs.
Aquaria apareció en la canción "Looks" de Linux en 2016.

## Vida privada
Palandrani vive en Brooklyn, Nueva York. Es abiertamente gay.
El 3 de julio de 2018, la cantante Bebe Rexha criticó a Aquaria y a las otras cuatro reinas de Drag Race en Twitter por su supuesto mal comportamiento hacia ella en el VH1 Trailblazer Honors. Aquaria respondió con una serie de tuits defendiéndose a sí mismo y a sus compañeras.
En mayo de 2018, criticó al rapero Travis Scott por sacar a Amanda Lepore, una mujer transgénero, de la portada de su álbum Astroworld en 2018.

## Discografía

### Como artista principal
| Título        | Año  |
| ------------- | ---- |
| "Burn Rubber" | 2018 |

### Como artista destacado
| Título                                                                                  | Año  | Posiciones de la tabla de picos |
| Título                                                                                  | Año  | Baile estadounidense            |
| --------------------------------------------------------------------------------------- | ---- | ------------------------------- |
| "Se ve" (Linux con Aquaria)                                                             | 2016 | -                               |
| "American" (RuPaul presentando Aquaria, Asia O'Hara , Eureka O'Hara y Kameron Michaels) | 2018 | 12                              |

## Filmografía

### Televisión
| Año  | Título                            | Papel    | Notas                  |
| ---- | --------------------------------- | -------- | ---------------------- |
| 2018 | Rupaul's Drag Race (Temporada 10) | Sí misma | Concursante (ganadora) |
| 2018 | Rupaul's Drag Race : Untucked     | Sí misma | Concursante            |

### Series de Internet
| Año  | Título          | Papel                                     | Notas                                      |
| ---- | --------------- | ----------------------------------------- | ------------------------------------------ |
| 2018 | M.U.G.          | Sí misma                                  | Invitada (con la anfitriona Naomi Smalls ) |
| 2018 | Queens of Kings | Uno mismo (dentro y fuera de la fricción) | Tema de un episodio                        |

| Predecesora: Sasha Velour | Ganadora de RuPaul's Drag Race 2018 | Sucesora: Yvie Oddly |